# Roger-Félix Médecin
Roger-Félix Médecin, né le 29 mai 1906 à Monaco commune où il est mort le 28 septembre 1980, est connu pour avoir été président de l'AS Monaco de 1952 à 1953, puis de 1956 à 1957.

## Biographie
Roger-Félix Médecin fut président de l'AS Monaco de 1952 à 1953, puis de 1956 à 1957.
Roger-Félix Médecin fut également conseiller national monégasque entre 1937 et 1960.